# Buna (Papouasie-Nouvelle-Guinée)
Pour les articles homonymes, voir Buna.
Buna est un village de Papouasie-Nouvelle-Guinée constitué de quelques huttes papoues et d'une poignée de maisons. Le village et sa zone environnante furent envahis en juillet 1942 par l'Armée impériale japonaise lors de l'invasion de Buna-Gona. 
Il fut reconquis le 2 janvier 1943 par les armées australiennes et américaines au cours de la bataille de Buna-Gona-Sanananda.